# Comuna Skævinge
Skævinge (Skævinge Kommune) a fost o comună din comitatul Frederiksborg Amt, Danemarca, care a existat între anii 1970-2006. Comuna avea o suprafață totală de 68,44 km² și o populație de 5.886 de locuitori (în 2004), iar din 2007 teritoriul său face parte din comuna Hillerød.
1. ↑  Danske borgmestre 1970-2018 (PDF)